# 버스터 포지
제럴드 뎀프시 "버스터" 포지 3세(Gerald Dempsey "Buster" Posey III, 1987년 3월 27일 ~ )는 전 미국의 야구 선수이자 전 메이저 리그 베이스볼의 샌프란시스코 자이언츠의 선수이다.

## 생애
2005년에 있었던 메이저 리그 드래프트에서 로스앤젤레스 에인절스에게 50라운드로 지명을 받지만 대학에 진학하는 길을 선택했다. 플로리다 주립 대학시절부터 포수를 보기 시작하였다. 2008년도에 골든 스파이크상을 수상하고 샌프란시스코 자이언츠에 1차지명(총 순위 5번)으로 드래프트되었다.
2009년 시즌 개막 전에 발표된 베이스볼 미국 잡지의 유망주 랭킹에서 팀 내에서 매디슨 범가너에 이어2위의 평가를 받았다. 시즌 도중에는 AAA로 승격되었으며, 9월 2일에는 메이저 리그로 승격된다. 메이저 리그로 승격되전에 있었던 곳들에서의 성적은 115경기 타율 .325 18홈런 80타점을 기록했다. 9월 11일에는 로스엔젤레스 다저스전에서 메이저 리그의 데뷔전을 하게 된다. 그러나 17타수 2안타를 기록하며 타율. 118로 좋은 결과를 거두지 못했다.
2010년에는 마이너리그에서 시작하였지만 5월에 메이저 리그로 승격되었다. 승격 당시에는 1루수로 경기에 나섰지만 얼마 후 6월부터 샌프란시스코 자이언츠의 주전 포수가 되었다. 그렇게 루키 시즌에 타율 0.305, 18홈런, 67타점을 기록하고 그 해 내셔널리그 신인왕을 수상하였다. 그리고 2010년 샌프란시스코 자이언츠의 우승(vs텍사스 레인져스 : 4-1)에 일조하였다.
그러나 2011년 경기 도중 홈으로 들어오는 스캇 커진스를 막다가 충돌로 인한 부상으로 시즌아웃 되었다. 하지만 2012년에는 복귀하여 샌프란시스코 자이언츠의 두 번째 우승(vs디트로이트 타이거즈 : 4-0)을 맛보았으며 0.336의 타율로 2012 내셔널리그 타격왕을 차지하고, 그 외에도 올스타전 출전, 내셔널리그 MVP, 올해의 재기상, 실버슬러거, 행크아론상 등을 타며 최고의 시즌을 보냈다.
2013년에는 시즌이 시작하기 전인 1월 18일에 자이언츠와 1년 계약에 합의하고, 3월 29일에는 9년에 총액 1억 6,700만 달러라는 초대형계약(2022년, 2,200만 달러의 구단옵션 포함)을 맺었다. 7월에는 2년 연속으로 올스타전에 차출 되었으며, 시즌 148경기에 출전해 .294의 타율과 15홈런, 72타점을 기록한다.
2014년에는 포수와 1루수를 번갈아 소화하며 147경기에 출장했다. 시즌 종반까지 수위타자 경쟁, MVP 경쟁을 했지만 .311의 타율로 타격왕 경쟁 4위를 기록한다. 하지만, .346의 득점권 타율과 22개의 홈런, 89개의 타점을 기록하며 포수 부문 실버슬러거를 수상하여 최고의 타격을 가진 포수임을 입증했다. 더해서 도루저지율 30%를 기록하며 수비에서도 안정적인 모습을 보였다. 이러한 포지의 활약에 힘입어 샌프란시스코 자이언츠는 2년 만에 '기적의 팀'으로 불리었던 캔자스시티 로열스를 꺾고 월드시리즈우승을 차지한다. 2021년 11월 4일 현역 은퇴를 선언했다.

## 포지션 전향 논란
2011년의 끔찍한 부상과 자이언츠 산하 마이너리그의 헥터 산체스와 앤드류 수색의 성장으로, "포지가 미네소타 트윈스의 조 마우어처럼 결국엔 1루수로 포지션을 옮기고, 기존 1루수 브랜든 벨트는 좌익수로 전향하게 되지 않겠느냐" 하는 논란이 끊임없이 제기되었다. 그러나 브라이언 세이빈 자이언츠 단장은 포지의 포지션 이동은 없을 것이라고 못을 박았다.

## 수상 경력
- 2010년 내셔널리그 신인왕
- MVP 1회 : 2012년
- 타격왕 1회 : 2012년
- 실버슬러거 3회 : 2012년, 2014년, 2015년
- 올해의 재기상 1회 : 2012년
- 행크아론상 1회 : 2012년
- 메이저 리그 올스타 3회 : 2012년 , 2013년, 2015년
- 월드시리즈 타이틀 3회 : 2010년, 2012년, 2014년

## 연도별 타격 성적
| 연 도     | 소 속     | 경 기 | 타 석 | 타 수 | 득 점 | 안 타 | 2 루 타 | 3 루 타 | 홈 런 | 루 타 | 타 점 | 도 루 | 도 루 자 | 희 생 번 | 희 생 플 | 볼 넷 | 고 4 | 사 구 | 삼 진 | 병 살 타 | 타 율 | 출 루 율 | 장 타 율 | O P S |
| --------- | --------- | ----- | ----- | ----- | ----- | ----- | ------- | ------- | ----- | ----- | ----- | ----- | -------- | -------- | -------- | ----- | ---- | ----- | ----- | -------- | ----- | -------- | -------- | ----- |
| 2009년    | SF        | 7     | 17    | 17    | 1     | 2     | 0       | 0       | 0     | 2     | 0     | 0     | 0        | 0        | 0        | 0     | 0    | 0     | 4     | 0        | .118  | .118     | .118     | .235  |
| 2010년    | SF        | 108   | 443   | 406   | 58    | 124   | 23      | 2       | 18    | 205   | 67    | 0     | 2        | 0        | 3        | 30    | 5    | 4     | 55    | 12       | .305  | .357     | .505     | .862  |
| 2011년    | SF        | 45    | 185   | 162   | 17    | 46    | 5       | 0       | 4     | 63    | 21    | 3     | 0        | 0        | 1        | 18    | 3    | 4     | 30    | 4        | .284  | .368     | .389     | .756  |
| 2012년    | SF        | 148   | 610   | 530   | 78    | 178   | 39      | 1       | 24    | 291   | 103   | 1     | 1        | 0        | 9        | 69    | 7    | 2     | 96    | 19       | .336  | .408     | .549     | .957  |
| 2013년    | SF        | 148   | 595   | 520   | 61    | 153   | 34      | 1       | 15    | 234   | 72    | 2     | 1        | 0        | 7        | 60    | 8    | 8     | 70    | 15       | .294  | .371     | .450     | .821  |
| 2014년    | SF        | 147   | 605   | 547   | 72    | 170   | 28      | 2       | 22    | 268   | 89    | 0     | 1        | 0        | 8        | 47    | 5    | 3     | 69    | 16       | .311  | .364     | .490     | .854  |
| 통산：6년 | 통산：6년 | 603   | 2455  | 2182  | 287   | 673   | 129     | 6       | 83    | 1063  | 352   | 6     | 5        | 0        | 28       | 224   | 28   | 21    | 324   | 66       | .308  | .374     | .487     | .861  |

- 2014시즌 종료 기준
- 각년도의 굵은 글씨는 리그 최고

## 참조
1. ↑  Baggarly, p. 10
2. ↑  “'MLB 최고 포수' 버스터 포지, 현역 은퇴 선언”. 오마이뉴스. 2021년 11월 4일. 2021년 11월 4일에 확인함.